# Rabastens-de-Bigorre
Rabastens-de-Bigorre è un comune francese di 1 463 abitanti situato nel dipartimento degli Alti Pirenei nella regione dell'Occitania.

## Storia
La bastide di Rabastens venne fondata dal siniscalco Guillaume de Rabastens il 13 febbraio 1306. La chiesa gotica costruita nei decenni successivi, è uno dei pochi elementi architettonici dell'epoca ancora presenti in città.
Nel 1570, Biagio di Monluc, luogotenente del Regno, mise sotto assedio Rabastens allora occupata dai protestanti della regina di Navarra. Sfigurato da un colpo di archibugio, Montluc propose una tregua e promise salva la vita agli abitanti di Rabastens, invece tradì la parola data massacrandoli una volta entrato nel castello il 23 luglio 1570.
Nel 1594, il castello e le fortificazioni vennero distrutti.
Il 8 aprile 1962, Rabastens cambiò il nome in Rabastens-de-Bigorre.

### Simboli
Lo stemma del comune si blasona:
Il nome di Rabastens deriva da quello del siniscalco Guillaume de Rabastens o dal suo fratello e successore Pierre-Raymond, originario di Rabastens nel dipartimento del Tarn. Lo stemma della famiglia Rabastens era rosso o nero con tre rape d'argento. La bastide di Bigourdane riprese lo stemma del suo fondatore aggiungendo uno scaglione d'oro, sormontato da un giglio per contrassegnare l'origine reale della città.

## Società

### Evoluzione demografica
Abitanti censiti